# Handball-Oberliga Baden-Württemberg der Männer 2019/20
Die Handball-Oberliga Baden-Württemberg 2019/20 wurde unter dem Dach der Handballverbände Baden, Südbaden und  Württemberg organisiert und ist die höchste Spielklasse des Verbundes. Die Oberliga – BW  ist nach der Bundesliga, der 2. Bundesliga und der 3. Liga eine der vierthöchsten Spielklassen im deutschen Handball.

## Saisonverlauf
Die Handball-Oberliga Baden-Württemberg 2019/20 war die zwanzigste Ausspielung dieser Handballliga. Wegen der COVID-19-Pandemie wurde die Saison nach 23 Spieltagen abgebrochen. Durch die abgebrochene Hauptrunde erfolgten die Platzierungen nach der Quotienten-Regel (Punkte durch Spiele) mit zwei Nachkommastellen. In diesem Zusammenhang wurde auch die Abstiegsregel aufgehoben.

### Modus
Sechzehn Mannschaften spielten eine Vor- und Rückrunde. Nach Abschluss der daraus resultierenden Spieltage sind Meister und Vizemeister in die 3. Liga aufgestiegen, Absteiger gab es keine.

## Teilnehmer
Nicht mehr dabei waren die Auf- und Absteiger der Vorsaison. Neu hinzukamen die Absteiger (A) der 3. Liga und die Aufsteiger (N) aus den Verbandsligen.

Handballverband Baden

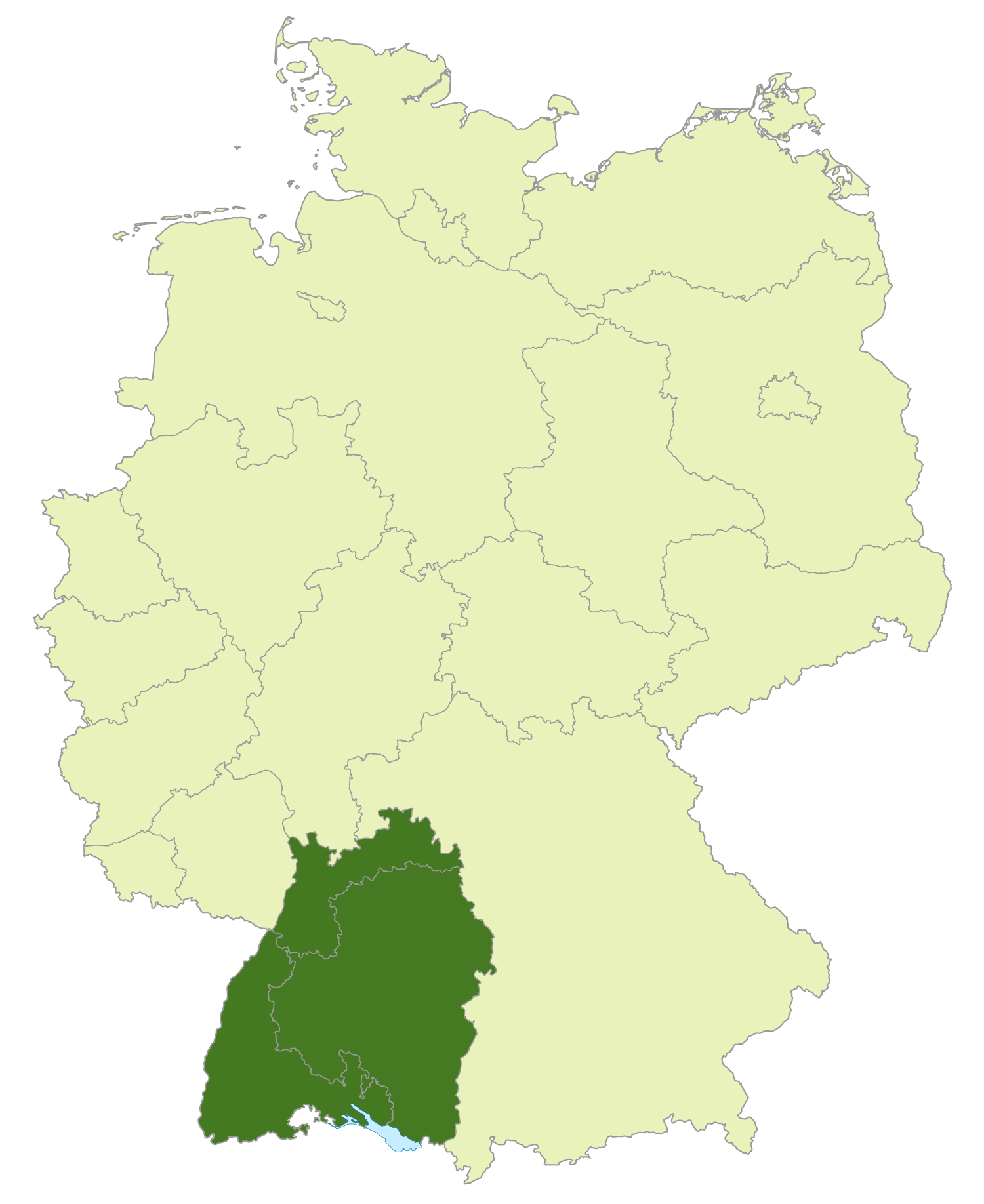
Bereich Handball-Oberliga
Baden-Württemberg

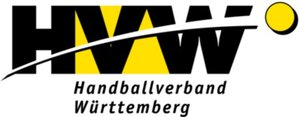
Handballverband Württemberg

### Abschlussplatzierungen
|  1. SG Pforzheim/Eutingen  2. HSG Konstanz 2 - 3. TSV Neuhausen/F. 1898 (A) - 4. TSG Söflingen - 5. TVS 1907 Baden-Baden (A) - 6. SG Köndringen/Teningen - 7. TuS Schutterwald (N) - 8. TSV Weinsberg - 9. HC Neuenbürg 2000 (N) - 10 SG H2Ku Herrenberg - 11 TV Weilstetten - 12 TV Bittenfeld 2 - 13 Sport-Union Neckarsulm - 14 TSB Schwäbisch Gmünd (N) - 15 TSV Zizishausen - 16 SV Fellbach (N) |

(A) = Absteiger aus der 3. Liga (N) = neu in der Liga
  Meister und Aufsteiger zur 3. Liga 2020/21
  Vizemeister und Aufsteiger zur 3. Liga 2020/21
- Für die Oberliga 2020/21 qualifiziert